# Bydlení

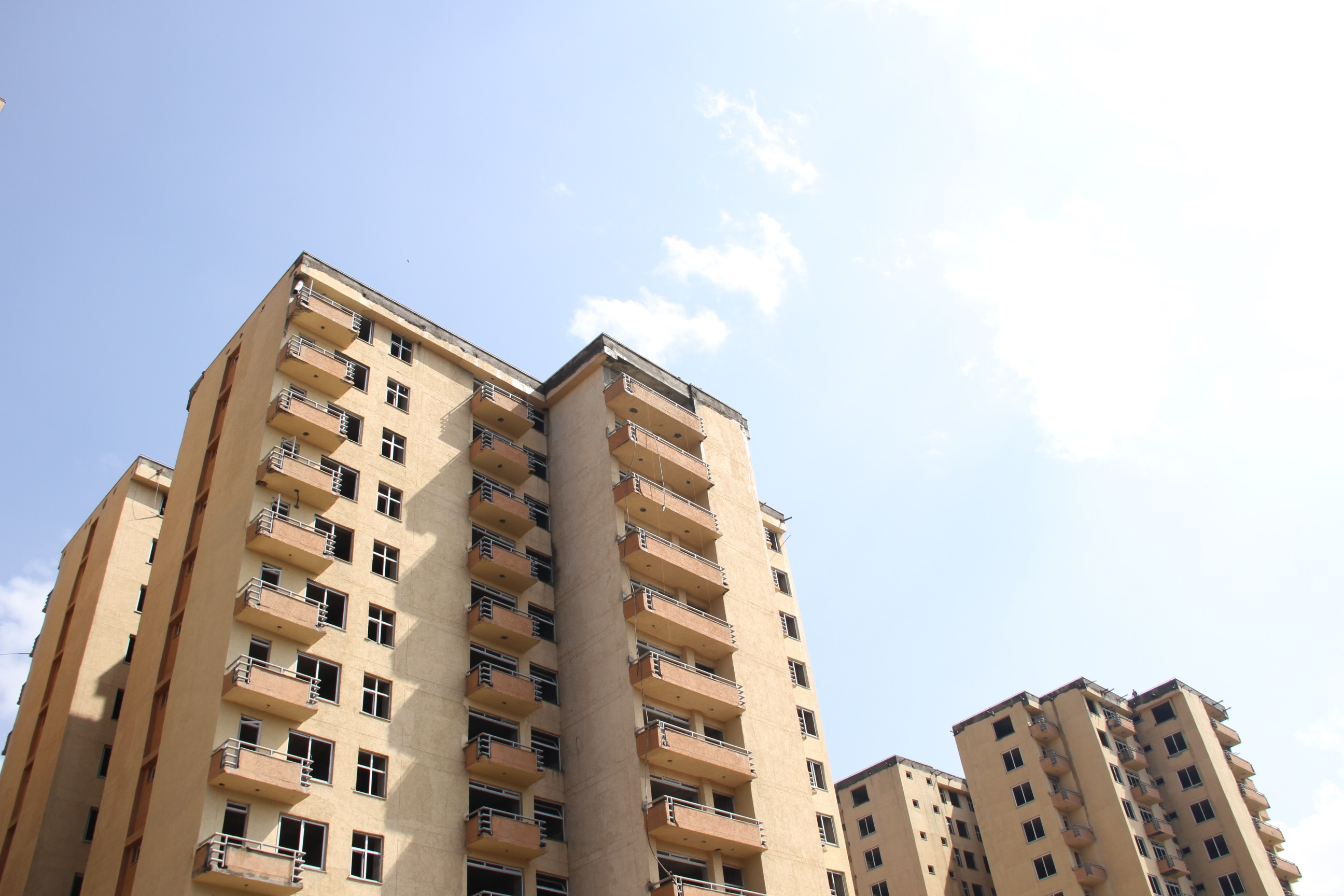
Projekt bydlení SengaTera

Bydlení je jednou ze základních lidských potřeb. Zajišťuje přístřeší před nepříznivým počasí, bezpeční, soukromí a slouží k uložení osobního majetku. Bydlení vytváří prostředí pro rodinný život a mezilidské vztahy, a přináší také důležité společenské efekty jako je vzdělání, životní úroveň a úspěšnost na trhu práce. Determinuje také zdraví a kvalitu života. Bydlení je pro velkou část lidí nejvýznamnější životní investicí a v rámci lidských hodnot je hned na druhém místě na stupnici hodnot. Právo na bydlení je součástí Všeobecné deklarace lidských práv. Stálé bydlení („bydliště“) je také podmínkou pro plné zapojení člověka do společnosti, proto je různě podporováno státem. Bydlením se zabývá stavebnictví a architektura, urbanismus a sociologie bydlení. Plocha obydlí na člověka se stále zvětšuje.

## Typy bydlení
Bydlení je rozděleno do několika sektorů. V ČR je to majoritně vlastnické bydlení, soukromé nájemní bydlení, obecní nájemní bydlení a družstevního bydlení. 

## Dostupnost bydlení
Dostupnost lze rozdělit na finančně dostupné bydlení a fyzicky dostupné bydlení. Dostupnost bydlení může sloužit jako kritérium pro hodnocení bytové situace v jednotlivých zemích. Definice dostupného bydlení se může měnit v závislosti na zemi a kontextu. 
Jedním z nejčastěji posuzovaným kritériem vyhodnocení dostupnosti bydlení je cena bytů v poměru k průměrným mzdám obyvatel. Dalším kritériem může být bytová politika v oblasti finanční dostupnosti, která pomáhá domácnostem mimo realitní trh a týká se především sociálních skupin s nižšími příjmy, lidí bez domova a dalším, jejichž příjem se pohybuje kolem a pod hranicí chudoby. Stát užívá různých nástrojů, a to jak přímých, tak nepřímých, aby lidem v nouzi umožnil dostupnější bydlení. Mezi nejvýznamnější opatření patří například příspěvek na bydlení či sociální bydlení.
Fyzická dostupnost bydlení se odvíjí od počtu nemovitostí na trhu, který závisí na bytové výstavbě. Před rokem 1989 měl na starosti bytovou výstavbu stát, po Sametové revoluci se výstavbě začalo věnovat více subjektů. Výstavbu nových domů a komerčních objektů se věnují hlavně developerské firmy nebo samotné domácnosti. Poptávka po nemovitostech v ČR dlouhodobě převyšuje nabídku. Situaci prohlubuje stálá poptávka po vlastnickém bydlení, nakupování investičních nemovitostí a také uprchlické krize.
Dle dat Property Indexu technologicko-poradenské společnosti Deloitte, dostupnost bydlení v ČR k poměru mezd a cen nových bytů bylo v roce 2023 nejhorší v Evropě. Pořídit si novou vlastní nemovitost v průměru vyšlo na ekvivalent 13,3 hrubých ročních mezd. Praha je navíc hned po Amsterdamu nejméně dostupnou evropskou metropolí.